# 亚历山大·米哈伊洛维奇·扎伊采夫
亚历山大·米哈伊洛维奇·扎伊采夫（羅馬化：Aleksandr Mikhaylovich Zaytsev；1841年7月2日—1910年9月1日），又名查伊采夫，是一名俄国化学家，生于喀山。他致力于有机化合物的研究，并提出了预测有机消除反应产物的“扎伊采夫规则”。

## 早年
亚历山大·扎伊采夫的父亲是一名经营糖与茶叶生意的商人，他原本希望他的儿子能子承父业，进入商业领域 。然而在他的叔叔，物理学家李雅普诺夫劝说下，扎伊采夫被允许进入喀山大学学习经济学。当时俄罗斯实行官房主义，法律和经济专业的大学生必须学习两年的化学。于是他开始跟随化学家亚历山大·米哈伊洛维奇·布特列洛夫学习。
在与扎伊采夫一同工作的过程中，布特列洛夫发现他是一名很有天赋的实验化学家，布特列洛夫后来的行动表明他认为扎伊采夫是俄罗斯有机化学的宝贵财富。1862年，扎伊采夫的父亲去世，他来到西欧继续他的化学研究。在马尔堡，他师从化学家赫尔曼·科尔伯，在巴黎，他的老师是武兹。这与当时被普遍接受的惯例不同。当时学生获得副博士学位（相当于学士学位）后一般在国外学习两到三年，然后回到俄罗斯担任实验室助理并攻读博士学位。
1862年到1864年，在马尔堡，扎伊采夫发现了亚砜和三烃基锍盐。1864年，他来到巴黎，在武兹实验室工作一年，并于1864年回到马尔堡。此时，科尔伯应邀前往莱比锡，而扎伊采夫由于经济原因回到俄罗斯，担任布特列洛夫的助理。在此期间他完成了他的论文，获得了副博士学位。

## 职业
为了获得教师职位，扎伊采夫需要一个俄罗斯大学的硕士学位或一个国外大学的博士学位，于是他将他研究亚砜所取得的成果写成论文，邮寄至莱比锡大学，并于1866年获得了博士学位（这可能部分归功于科尔伯的影响力）。获得博士学位后，布特列洛夫得以聘用他为农学助教。扎伊采夫两年后取得化学硕士学位，并于次年（1869年）成为特聘化学教授，与布特列洛夫的另一个学生马尔科夫尼科夫（1838-1904）共事。1870年，扎伊采夫提交了他的化学博士论文，文中他对马尔科夫尼科夫的一些观点持批评态度。同年他受聘为正式化学教授，马尔科夫尼科夫对此感到不满并离开喀山大学前往敖德萨。扎伊采夫继续在喀山大学任教直到他于1910年逝世。

## 研究
在喀山大学，他的研究领域是有机化学与醇的合成。他的第一个此方面的成果由布特列洛夫于1863年发表，是关于用二甲基锌与光气合成叔丁醇。扎伊采夫与他的学生瓦格纳（1849-1903）与雷福尔马茨基（1860-1934）改用碘代烷，将这一反应推广至合成其他醇。在1901年格氏反应被发现之前，这一反应是制备醇的最常见反应。1875年，他提出了扎伊采夫规则，当时他的敌人马尔科夫尼科夫（他认为这一规则并不完全正确）正执掌莫斯科大学。由于这一发现，扎伊采夫获得了许多荣誉：他当选为俄国科学院院士、基辅大学荣誉教授，并担任了两届俄国物理化学学会主席。